# 스트롬 서먼드
제임스 스트롬 서먼드(영어: James Strom Thurmond, 1902년 12월 5일~2003년 6월 23일)는 미국의 정치인이다. 인종 격리 정책과 주의 권리 확대를 주장하며 민주당을 나와 1948년 대통령 선거에 출마했으며, 그 후 연방 상원의원으로 있으며 100세의 고령까지 상원의원으로 재직하였다.
사우스캐롤라이나주 출신으로, 클렘슨 대학교에서 법학을 전공하고 변호사가 되었다. 그 후 민주당 소속으로 주의회 상원의원·주 순회법원 판사 등으로 일하다 제2차 세계대전에 참전하였다. 전쟁 때 각지에서 전공을 세워 여러 훈장을 받았다. 전쟁 후 1946년 사우스캐롤라이나 주지사 선거에 출마, 당선되었다. 1948년, 대통령 선거를 앞두고 해리 트루먼 대통령의 인종차별 철폐 조치에 반발하여 남부지역 여러 정치인들의 민주당 탈당 사태가 이어졌다. 이들은 연방 권력을 제한하고 주의 권리 확대를 주장하여, 주권민주당(States' Rights Democratic Party, 흔히 딕시크랫으로 알려짐)을 만들어 대항했으며, 서먼드는 그 당의 대통령 후보로 선출되었다. 서먼드는 민주당과 공화당에 이은 제3당 후보로 대통령 선거에 출마, 남부 여러 주에서 트루먼 대통령의 표를 잠식하였다. 그는 북부 여러 주에서는 후보자 명부에도 오르지 못했으나, 남부 4개 주에서 승리, 미국에서 제3당으로는 상당히 많은 39석의 선거인단을 확보하였다.
서먼드는 그 후 1951년까지 주지사로 재직한 후 은퇴했으며, 1954년 보궐선거로 치러진 연방 상원의원 선거에 본인이 직접 출마하지도 않았는데 유권자들이 투표용지에 그의 이름을 기입하여 상원의원에 당선되었다. 1956년 4월, 사임했다가 그 해 11월 선거에서 유일한 출마자로 다시 당선되었으며, 이후 연속하여 계속 당선, 2003년 초까지 재직했다. 인종 격리 정책 유지에 힘을 쏟아, 1957년 민권 법안 통과 저지를 위해 의회에서 24시간 이상 연설하는 의사 진행 방해 행위(필리비스터)를 한 것으로 유명하다. 민주당의 민권 법안 통과 추진에 반발, 1964년 민주당을 탈당하고 공화당으로 옮겼다. 그러나 그 후로는 마틴 루서 킹 주니어 기념일을 공휴일로 지정하는 데 앞장서는 등 흑인 문제에 대한 태도를 바꿨다. 상원에서 보수주의를 대표하는 인물로 널리 알려졌으며, 연방 권력 확대에 반대했으나, 반공주의자로 군사력 확장은 옹호하였다. 서먼드는 1990년대에도 고령에 이르렀는데도 계속 활동했다. 2002년, 100세 생일을 맞이하였으며, 미국 역사상 최고령 국회의원이었다. 2003년 1월, 총 47년간의 의정 활동을 마치고 은퇴하였으며, 그 해 6월 23일 사망하였다.

## 역대 선거 결과
| 선거명        | 직책명                            | 대수  | 정당       | 득표율  | 득표수 (선거인단)  | 결과 | 당락                             |
| ------------- | --------------------------------- | ----- | ---------- | ------- | ------------------ | ---- | -------------------------------- |
| 1946년 선거   | 사우스캐롤라이나 주지사           | 103대 | 민주당     | 100.00% | 26,520표           | 1위  | 사우스캐롤라이나 주지사 당선     |
| 1948년 선거   | 미국의 대통령                     | 33대  | 주권민주당 | 2.41%   | 1,175,930표 (39명) | 3위  | 낙선                             |
| 1954년 선거   | 상원의원 (사우스캐롤라이나 제2부) | 83대  | 민주당     | 63.13%  | 143,444표          | 1위  | 사우스캐롤라이나주 상원의원 당선 |
| 1956년 재선거 | 상원의원 (사우스캐롤라이나 제2부) | 84대  | 민주당     | 100.00% | 245,371표          | 1위  | 사우스캐롤라이나주 상원의원 당선 |
| 1960년 선거   | 상원의원 (사우스캐롤라이나 제2부) | 87대  | 민주당     | 99.97%  | 330,167표          | 1위  | 사우스캐롤라이나주 상원의원 당선 |
| 1960년 선거   | 미국의 부통령                     | 37대  | 무소속     | 2.61%   | 14표               | 3위  | 낙선                             |
| 1966년 선거   | 상원의원 (사우스캐롤라이나 제2부) | 90대  | 공화당     | 62.19%  | 271,297표          | 1위  | 사우스캐롤라이나주 상원의원 당선 |
| 1972년 선거   | 상원의원 (사우스캐롤라이나 제2부) | 93대  | 공화당     | 63.29%  | 415,806표          | 1위  | 사우스캐롤라이나주 상원의원 당선 |
| 1978년 선거   | 상원의원 (사우스캐롤라이나 제2부) | 96대  | 공화당     | 55.68%  | 351,917표          | 1위  | 사우스캐롤라이나주 상원의원 당선 |
| 1984년 선거   | 상원의원 (사우스캐롤라이나 제2부) | 99대  | 공화당     | 66.81%  | 644,815표          | 1위  | 사우스캐롤라이나주 상원의원 당선 |
| 1990년 선거   | 상원의원 (사우스캐롤라이나 제2부) | 102대 | 공화당     | 64.21%  | 482,032표          | 1위  | 사우스캐롤라이나주 상원의원 당선 |
| 1996년 선거   | 상원의원 (사우스캐롤라이나 제2부) | 105대 | 공화당     | 53.38%  | 620,326표          | 1위  | 사우스캐롤라이나주 상원의원 당선 |